# Leiningen (Hunsrück)

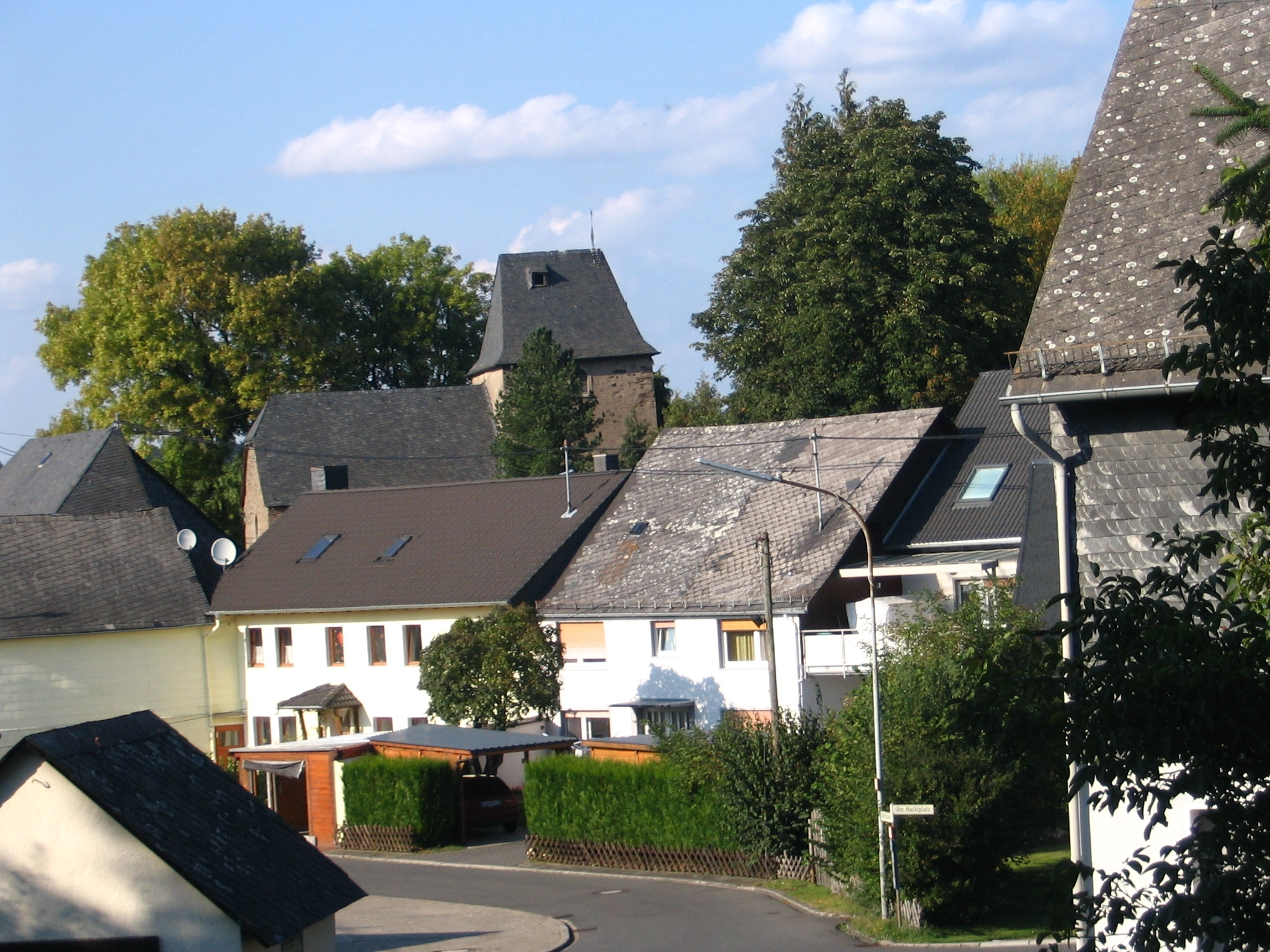
Kapelle von Leiningen

Leiningen ist eine Ortsgemeinde im Rhein-Hunsrück-Kreis in Rheinland-Pfalz. Sie gehört der Verbandsgemeinde Hunsrück-Mittelrhein an.

## Geographische Lage
Leiningen liegt auf den Höhen des Vorderhunsrücks ca. 15 km von Rhein und Mosel sowie 30 km von Koblenz entfernt. Es gibt einen unmittelbaren Anschluss an die A 61.
Von hier aus bieten sich zahlreiche Wanderwege und eine direkte Anbindung an den Schinderhannes-Radweg. Zur Ortsgemeinde gehören die Ortsteile Lamscheid, Leiningen und Sauerbrunnen sowie die Wohnplätze Reifenthal, St. Georgsquelle, Sankt Georg-Hof und Marienau.

## Geschichte
Die Grafen von der Leyen zu Gondorf waren die Ortsherren von Leiningen. Mit der Besetzung des linken Rheinufers 1794 durch französische Revolutionstruppen wurde der Ort französisch, 1815 wurde er auf dem Wiener Kongress dem Königreich Preußen zugeordnet. Seit 1946 ist der Ort Teil des damals neu gegründeten Landes Rheinland-Pfalz.
Die heutige Gemeinde wurde am 7. Juni 1969 bei einer Gebietsreform unter dem Namen Leiningen-Lamscheid aus den aufgelösten und bis dahin eigenständigen Gemeinden Leiningen und Lamscheid neu gebildet. Am 1. Januar 1981 wurde die Gemeinde in Leiningen umbenannt.

## Politik

### Gemeinderat
Der Gemeinderat in Leiningen besteht aus zwölf Ratsmitgliedern, die bei der Kommunalwahl am 9. Juni 2024 in einer Mehrheitswahl gewählt wurden, und – wenn gewählt – dem ehrenamtlichen Ortsbürgermeister als Vorsitzendem.

### Bürgermeister
Das Amt ist derzeit vakant, die Amtsgeschäfte werden vom geschäftsführenden Ersten Beigeordneten Martin Dupont ausgeübt. Andreas Breuer wurde am 14. Dezember 2021 Ortsbürgermeister von Leiningen. Bei der Stichwahl am 12. Dezember 2021 hatte er sich mit einem Stimmenanteil von 51,84 % durchgesetzt, nachdem bei der Direktwahl am 28. November 2021 keiner der ursprünglich drei Bewerber eine ausreichende Mehrheit erreichen konnte. Da für die Direktwahl am 9. Juni 2024 kein Wahlvorschlag eingereicht wurde, obliegt die Neuwahl gemäß rheinland-pfälzischer Gemeindeordnung dem Rat der Gemeinde. Da der Rat auf seiner konstituierenden Sitzung am 16. Juli 2024 zunächst keinen Kandidaten finden konnte, bleibt das Amt weiter unbesetzt.
Breuers Vorgänger Frank Morschhäuser hatte das Amt mit Wirkung zum 1. September 2021 nach insgesamt zwölfjähriger Amtszeit niedergelegt. Zuletzt bei der Kommunalwahl am 26. Mai 2019 war er mit einem Stimmenanteil von 87,11 % in seinem Amt bestätigt worden.

### Wappen
Das Wappen zeigt über erhöhtem blauen einen Schildfuß, darin einen silbernen Pfahl, in Silber einen schwarzen Schalenbrunnen mit geteiltem schwarzen Wasserstrahl, begleitet rechts und links von einem roten Krug.
Die untere Schildhälfte erinnert an das Geschlecht der Grafen von der Leyen zu Gondorf, denen Leiningen zugehörig war. Die obere Schildhälfte verweist auf den Leininger-Lamscheider Sauerbrunnen, der schon im 16. Jahrhundert wegen seines guten Quellwassers bekannt war. Die Krüge symbolisieren den Wasserversand um 1786 ins Ausland.